# Lomographa perita
Lomographa perita là một loài bướm đêm trong họ Geometridae.